# Inocent VII.
Inocent VII., rođen kao Cosimo dei Migliorati, papa od 17. listopada 1404. do 6. studenog 1406. godine.